# You Can Dance
A You Can Dance Madonna amerikai énekes és dalszerző első remixalbuma, amelyet 1987. november 17-én jelentetett meg a Sire Records. A lemez az első három stúdióalbum – a Madonna (1983), a Like a Virgin (1984) és a True Blue (1986) – számainak remixelt változatait tartalmazza, valamint egy új dalt is, a Spotlight-ot. A remixelés az 1980-as években még új koncepció és technológia volt, mellyel egy adott éneket, mondatot, vokális részt végtelenül másolhattak, különböző hangszíneket, hangmagasságot, több visszhangot adva hozzá, megnövelve ezzel a dal játékidejét. Madonna érdeklődött a koncepció iránt, azonban megjegyezte, hogy nem szereti ha mások keverik újra a dalait, ehelyett maga szerette volna csinálni.
Madonna régi barátjához, John „Jellybean” Benitez producerhez fordult, hogy segítsen neki a dalok remixelésében. A projektben Patrick Leonard, a True Blue album producere is részt vett. A You Can Dance keverésekor számos tipikus keverési technikát alkalmaztak. A hangszeres szakaszokat meghosszabbították, megnövelve a tánc idejét, ami aláássa az eredeti dal szigorúbb szerkezetét. A vokális mondatok ismétlődtek, és többszörös visszhangokat alkalmaztak a dalokban. Bizonyos részeken semmilyen zenét nem lehet hallani a dobok kivételével. Az album borítója Madonna további elkötelezettségét jelképezte a spanyol kultúra mellett.
A kritikusok pozitívan értékelték az albumot. Néhány zenekritikus megjegyezte, hogy a már ismert dalok teljesen új szerkezetben tűntek fel. A You Can Dance kereskedelmi siker volt, és platina minősítéssel jutalmazta az Amerikai Hanglemezgyártók Szövetsége az 1 000 000 példányszámú értékesítést. Az album a Billboard 200-as albumlistán Top 20-as helyezést ért el; több európai ország, köztük Franciaország, Olaszország, Hollandia, Norvégia és az Egyesült Királyság, továbbá Japánés Új-Zéland albumlistáin Top 10-es helyezésig jutott. Az albumból világszerte 5 millió példány kelt el, és ezzel minden idők legkelendőbb remixalbuma lett. A Spotlight című dal csak Japánban jelent meg, de így is felkerült az amerikai Billboard Airplay lista 32. helyére.

## Előzmények
A Warner Bros. kiadó 1987 novemberében rendelte meg a "You Can Dance" kiadását, Madonna első retrospektíváját, mely a hallgatók táncszegmensére irányult. Ez volt az első album, melyen Madonna dalait hét remixelt formában jelentették meg, ami még a 80-as években forradalmi koncepciónak számított. A 80-as évek közepére a disco rendkívül népszerű volt, és a remix fogalmát széles körben tekintik a zene új irányzatának. Számos művész jelentetett meg remixelt dalokat, új albumok összeállítására. A mixelésekbe általában a művészeket is bevonták, de a dalok remixelését általában a lemezlovasok, és producerek készítették el. A dal különböző részei, beleértve az éneket, a háttéréneket, a gitárokat, a basszust, és a dobgépet, mindegyik végig ment a keverési folyamatokon, hogy a hangzás jelentősen eltérjen az eredetitől. A stúdiótechnika fejlesztései azt jelentették, hogy egy dal hangját bármilyen módon meg lehet változtatni a felvételek után. A rendezéseket a keverési szakaszban hozták létre, ahelyett, hogy korábban létrehozták volna. Egy adott hangot végtelenűl le lehetett másolni, ismételni, feldarabolni, a hangmagasságot változtatni, több visszhangot adni hozzá, vagy magas basszus hangokat a dalnak.
Ez az elgondolás érdekelte Madonnát, miközben harmadik stúdióalbumát a True Blue-t készítette. Madonna azt mondta: "Utálom, amikor az emberek mester szalagokról keverik az én felvételeimet. Ém nem akarom hallani, hogy a dalok ily módon hogy változnak meg. Nem tudom, hogy ezek a felvételek valójában tetszenek-e az embereknek, de ha a rajongóknak tetszik, akkor a klubokban biztos sikeres lesz, akik új változatban akarják hallani ezeket a dalokat. A Warner találta ki azt, hogy a remixelt dalokat úgy megjelenteti, hogy a dalok folyamatos keverésben vannak szünet nélkül. A kiadó szerint a remixalbum kereskedelmi jótékonyság volt, hogy több pénzt tudjanak keresni ugyanazokból a dalokból. Ezért kiadták az albumot, a választást pedig Madonnára bízták, hogy melyik dalokat szeretné újra kevertetni, és azt is, hogy kik végezzék el a mixelést.

## Előkészítés
Madonna régi barátjához, a producer John "Jellybean" Benitez és Patrick Leonard segítségét kérte a dalok remixelésében. Közösen hat régi Madonna-dalt választottak ki a remixek elkészítéséhez. Köztük a Holiday, Everybody, "Physical Attraction" a Madonna című 1983-as debütáló stúdióalbumról. Valamint az Into the Groove, és az "Over and Over" című dalokat a "Like a Virgin" című albumról (1984), majd a "Where's the Party" című dalt is a True Blue című 3. stúdióalbumról, és a Spotlight című dalt bónusz dalként. Madonna azt állította, hogy a "Spotlight" című dalt az 1970-es dal az "Everybody is a Star" ihlette, mely a Sly and the Family Stone szerzeménye. Madonna, Stephen Bray és Curtis Hudson azt mondták, hogy a "Spotlight" eredetileg a "True Blue" albumon szerepelt volna, de végül kihagyták az albumról, mert úgy érezték, hogy szerkezete és összetétele hasonló a "Holiday"-hez.
Miután elkezdődött a dalok remixelése Benitez megjegyezte: "Alapvető kérdésekben döntöttünk, mint például, hogy milyen hangosak legyenek a dobok, mennyire fontos a dalban az ének. Ezek kreatív döntések, melyek megváltoztatják az egész dalt." Shep Pettibone így kommentálta: "Általában anélkül, hogy ki kellene dolgozni valamilyen zenét, a remixer munkája ehhez képest semmi. Madonnának már voltak kész táncdalai, melyek elegendőek voltak a munkához. A "You Can Dance" alatt számos tipikus mixelési technikát mutattunk be. A hangszeres részt meghosszabbítottuk, hogy növekedjen a játékidő, ami aláássa az eredeti dal szerkezetét. A vokális részt ismételtük, és többszörös visszhangnak vetettük alá, sztereofonikus hangkimenetek mentén. Bizonyos részeknél semmilyen zene nem szól, csak a dobokat hallani, növelve ezzel a játékidőt".
Az album borítója jelképezte Madonna folyamatos érdeklődését a spanyol kultúra és divat iránt. Torreádor ruhában, csipkés fűzőben, és egy bolero kabátban látható a borítón. Jeri Heidennek, aki a True Blue borítóján is dolgozott, megbízták a fényképek kiválasztásával, hogy azokat kompatibilissé téve megfeleljen az albumborítónak. Herb Ritts megjegyezte, hogy a borítón Madonna megint platinaszőke. Heiden elmagyarázta az Aperture magazinnak egy 2006-os interjúban, hogy a borítónak nem az volt a célja, hogy a "True Blue" borítóhoz hasonlítson. Ez akkor csak Madonna stílusa volt – Platinum Blond. A kézírás ismét megjelenik az albumon. Az album belsejében volt egy ingyenes poszter, mely tartalmazta a játékidőt, azt, hogy a dalok remixek és az eredeti műsorszám játékidők közötti különbséget. Brian Chin a Rolling Stone magazinnak elmagyarázta, a remix folyamatát, valamint azt, hogy miért ezt a hét dalt választották ki az albumra.

## Kritikák
| Értékelések                   |           |
| Értékelő                      | Értékelés |
| AllMusic                      | [ 9 ]     |
| Los Angeles Times             | [ 10 ]    |
| The Rolling Stone Album Guide | [ 11 ]    |
| The Village Voice             | A–        |

Stephen Thomas Erlewine az AllMusic-tól elmondta, hogy a "You Can Dance" a figyelem középpontjába került, mint Madonna első remix albuma, melyen LP-n kívüli kislemezek is megtalálhatóak, mint az "Into the Groove", valamint a "Where's the Party" bónusz dala. Ez egy táncalbum, melyen nem számít, hogy az "Into the Groove" vagy a "Holiday" kétszer szerepelnek rajta, egyszer dub változatban, mivel a két változat meglehetősen különbözik egymástól. Igaz, ezek közül néhány már most néhány akkori hangzás elavultnak tűnik, de ezek egyértelműen hosszú változatok voltak a 80-as évek közepén, de ez a varázsa a dolognak, és mindegyik jól megfér egymás mellett. Nem elengedhetetlen, de szórakoztató A The Village Voice-tól Robert Christgau úgy gondolta, hogy a remixelők által hozzáadott effektusok, ismétlések és szünetek [...] új zenének minősülnek. J. Randy Traborrelli úgy gondolta, hogy a "You Can Dance" egyértelművé tette Madonnát, miközben komoly popsztárrá fejlődött, még mindig tudta zeneileg, hogyan lehet a legjobb partyt rendezni azokkal a dalokkal, mint a "Holiday", "Everybody" "Physical Attraction" és az "Into the Groove2 remix változatai.
Timothy Green a The Miami Herald-tól elmondta, hogy az album ütemes, merre jól lehet táncolni. Madonna új albuma, nem igazán új, hanem táncolható slágerek gyűjteménye, melyet a club deejay-s remixelt saját módon. A legtöbb ilyen remix 12" inches táncdallá válik, és a You Can Dance ennek az alapvető összeállítása. A remixek frissek, új képet adnak a már híres, és népszerű daloknak. Daniel Brogan dicsérte az albumot, mondván: "Madonna új örömet hozott az embereknek, akik karácsonyi ajándékokat vásárolnak." A "You Can Dance" egy vidám, gyors iramú album, mely a táncparketten évekig újként hat. Richard Harringon a The Washingtop Post-tól az albumot energikus gyűjteményes albumnak nevezte, melyen hosszabb dance remixek vannak. John Milward (USA Today) úgy érezte, hogy bár a remixek kissé kimerítőnek hangzanak, annak ellenére, lehet bulizni Madonna albumára. Jan DeKnock a Chicago Tribune-től nem volt lenyűgözve az albumtól, kiszámíthatónak nevezte.

## Sikerek
Az Egyesült Államokban az album 1987. november 18-án jelent meg, és a 14. helyen debütált a Billboard 200-as albumlistán. Az LP a 41. helyen debütált a Dance Music / Club Play lisán, és a 17. helyre került végül a következő héten. Az album végül listaelső lett, Madonna 7. első helyezettje. Az album platina minősítést kapott az Amerikai Hanglemezgyártók Szövetsége által az 1.000.000 eladott példányszám alapján.
Kanadában az album az 55. helyen debütált az RPM Albumlistán 1987. december 5-én.  Öt hét után a 11. helyre került. Az album összesen 21 hétig volt helyezett. Ausztráliában az album a 15. helyen nyitott a Kent Music Report albumlistán, majd a 13. helyig csúszott le. Az Ausztrál Hanglemezgyártók Szövetsége platina minősítéssel díjazta a 70.000 eladott lemez alapján az albumot. Új-Zélandon az album a 4. helyezett volt.
Az Egyesült Királyságban az album 1987. november 28-án debütált az angol albumlistán az 5. helyen. Ez volt Madonna 5. Top 10-es albuma, mely összesen 16 hétig volt slágerlistás, és a Brit Hanglemezgyártók Szövetsége az eladott 300.000 példányszám alapján platina minősítéssel díjazta. Az album 1995. március 4-én ismét slágerlistás lett, a 69. helyen, miután közép árfolyamon hozzá lehetett jutni az albumhoz. Az album az European Top 100-as listán a 6. helyezett volt, és Top 5-ös helyezés Norvégiában, és Hollandiában. A "You Can Dance" szintén 2. helyezett volt Franciaországban, és első Olaszországban. Világszerte 5 millió példányban kelt el az album, és minden idők második legjobban fogyó remix albuma volt.

## Promóció
A "Spotlight" az album egyetlen dala volt az albumról, mely Japánban jelent meg 1988. április 25-én. A dal az Egyesült Államokban nem jelent meg, ezért nem lett slágerlistás helyezés a Billboard Hot 100-as listán. Azonban az Hot 100 Airplay listára sikerült felkerülnie 1988. január 16-án a 37. helyre. Három hét után a 32. lett, azonban a következő héten visszaesett a 40. helyre, majd távozott a listáról. A dal a Hot Crossover 30-as listájára is feljutott. A dalt Japánban 1988. április 25-én jelentették meg. A "Spotlight" az Oricon kislemezlistán a 68. helyre jutott, és öt hétig volt helyezés. Az Oricon nemzetközi listájára is felkerült a dal, és május 19-én a 3. helyet érte el, tíz hétig maradva a slágerlistán.

## Számlista
| 1. | Spotlight           | Stephen Bray Madonna Curtis Hudson | Stephen Bray John "Jellybean" Benitez        | 6:23 |
| 2. | Holiday             | Hudson Lisa Stevens                | Benitez                                      | 6:32 |
| 3. | Everybody           | Madonna                            | Mark Kamins Bruce Forest Frank Heller        | 6:43 |
| 4. | Physical Attraction | Reggie Lucas                       | Lucas                                        | 6:20 |
| 5. | Over and Over       | Madonna Bray                       | Nile Rodgers Steve Thompson Michael Barbiero | 7:11 |
| 6. | Into the Groove     | Madonna Bray                       | Madonna Bray Shep Pettibone                  | 8:26 |
| 7. | Where's the Party   | Madonna Leonard Bray               | Madonna Leonard Bray Pettibone               | 7:16 |

| 8.  | Holiday (Dub Version)           | Hudson Stevens       | Benitez                        | 6:56 |
| 9.  | Into the Groove (Dub Version)   | Madonna Bray         | Madonna Bray Pettibone         | 6:23 |
| 10. | Where's the Party (Dub Version) | Madonna Bray Leonard | Madonna Bray Leonard Pettibone | 6:20 |

| 1.  | Spotlight                     | Stephen Bray Madonna Curtis Hudson | Stephen Bray John "Jellybean" Benitez        | 6:23 |
| 2.  | Holiday                       | Hudson Lisa Stevens                | Benitez                                      | 6:32 |
| 3.  | Everybody                     | Madonna                            | Mark Kamins Bruce Forest Frank Heller        | 6:43 |
| 4.  | Physical Attraction           | Reggie Lucas                       | Lucas                                        | 6:20 |
| 5.  | Spotlight (Dub Version)       | Stephen Bray Madonna Curtis Hudson | Stephen Bray John "Jellybean" Benitez        | 4:50 |
| 6.  | Holiday (Dub Version)         | Hudson Stevens                     | Benitez                                      | 6:56 |
| 7.  | Over and Over                 | Madonna Bray                       | Nile Rodgers Steve Thompson Michael Barbiero | 7:11 |
| 8.  | Into the Groove               | Madonna Bray                       | Madonna Bray Shep Pettibone                  | 8:26 |
| 9.  | Where's the Party             | Madonna Leonard Bray               | Madonna Leonard Bray Pettibone               | 7:16 |
| 10. | Over and Over (Dub Version)   | Madonna Bray                       | Nile Rodgers Steve Thompson Michael Barbiero | 6:45 |
| 11. | Into the Groove (Dub Version) | Madonna Bray                       | Madonna Bray Pettibone                       | 6:23 |

## Közreműködő személyzet
| - Madonna - ének , producer - Michael Barbiero - producer - John "Jellybean" Benitez - producer, remixek - Stephen Bray - producer - Bruce Forest - producer - Frank Heller - producer, remixek - Mark Kamins - producer - Patrick Leonard - producer - Reggie Lucas - producer - Michael Ostin - producer | - Shep Pettibone - producer, lemezszerkesztés, remixek - Nílus Rodgers - producer - Steve Thompson - producer, hangkeverés - David Cole - billentyűzet - Glenn Rosenstein - hangmérnök - Michael Hutchinson - remixek - Jay Mark - remixek - Jeri Heiden - művészeti irány, borítóterv - Herb Ritts - borító fotó - Brian Chin - jegyzetek |

## Slágerlista
| Slágerlista (1987-1988)                           | Legjobb helyezések |
| ------------------------------------------------- | ------------------ |
| Ausztrália (Kent Music Report)                    | 13                 |
| Ausztria (Ö3 Austria Top 40)                      | 13                 |
| Kanada (RPM)                                      | 11                 |
| Hollandia (Dutch Charts Album Top 100)            | 3                  |
| Európa European Top 100 Albums (Music & Media)    | 6                  |
| Finnország (Suomen virallinen lista)              | 6                  |
| Franciaország (SNEP)                              | 2                  |
| Németország (Offizielle Top 100)                  | 13                 |
| Japán (Oricon)                                    | 5                  |
| Új-Zéland (Recorded Music NZ Top 40 Albums)       | 4                  |
| Norvégia (VG-lista Album Top 40)                  | 5                  |
| Spanyolország (PROMUSICAE)                        | 16                 |
| Svédország (Sverigetopplistan Top 60 Albums)      | 10                 |
| Svájc (Schweizer Hitparade Top 100 Albums)        | 11                 |
| Egyesült Királyság (UK Albums Chart)              | 5                  |
| USA Billboard 200                                 | 14                 |
| Egyesült Államok Hot Dance Club Songs (Billboard) | 1                  |

| Slágerlista (2018)                          | Legjobb helyezés |
| ------------------------------------------- | ---------------- |
| USA Top Dance/Electronic Albums (Billboard) | 13               |

| Slágerlista (1987)     | Helyezés |
| ---------------------- | -------- |
| Hollandia (MegaCharts) | 75       |
| Franciaország (SNEP)   | 26       |

| Slágerlista (1988)            | Helyezés |
| ----------------------------- | -------- |
| Egyesült ÁllamokBillboard 200 | 82       |